# San Ramón (Uruguay)
San Ramón ist eine Stadt in Uruguay.

## Geographie
San Ramón befindet sich südlich der Cuchilla del Chamizo im Norden des Departamento Canelones in dessen Sektor 11. Rund 15 Kilometer südöstlich liegt Tala. Die nördliche Stadtgrenze San Ramóns bilden der Arroyo Pilatos und der Río Santa Lucía. Letzterer dient gleichzeitig als Grenze zum Nachbardepartamento Florida. In südlicher Richtung ist Castellanos gelegen.

## Geschichte
Am 26. Juni 1953 wurde San Ramón durch das Gesetz Nr. 11.952 in die Kategorie "Ciudad" eingestuft.

## Infrastruktur

### Bildung
San Ramón verfügt mit dem 1939 gegründeten Liceo Nº 1 de San Ramón "Dr. Juan Belza" über eine weiterführende Schule (Liceo).

### Verkehr
Durch die Stadt führt in Süd-Nord-Richtung die Ruta 6. Zudem ist San Ramón nach Osten über die Ruta 12 und nach Westen über die Ruta 63 an das überregionale Straßenverkehrsnetz angeschlossen.

## Einwohner
Die Einwohnerzahl San Ramóns beträgt 7.133. (Stand: 2011)
| Jahr | Einwohner |
| ---- | --------- |
| 1963 | 5.693     |
| 1975 | 6.594     |
| 1985 | 7.001     |
| 1996 | 6.828     |
| 2004 | 6.992     |
| 2011 | 7.133     |

Quelle: Instituto Nacional de Estadística de Uruguay

## Stadtverwaltung
Bürgermeisterin (Alcalde) von San Ramón ist Beatríz Lamas (Partido Nacional).

## Söhne und Töchter der Stadt
- Julio Abbadie (1930–2014), Fußballspieler und -trainer
- Antonio Corso (1916–1985), Bischof von Maldonado-Punta del Este
- Leopoldo Hermes Garin Bruzzone (* 1947), Weihbischof
- Rodrigo Izquierdo (* 1992), Fußballspieler
- Sebastián Vázquez (* 1980), Fußballspieler